# Ilsa (telenovela)
Ilsa é uma telenovela brasileira produzida pela extinta TV Excelsior e exibida de 24 de novembro de 1964 a 2 de janeiro de 1965 no horário das 19h30, totalizando 30 capítulos. Foi escrita por Lúcia Lambertini baseada no romance de Von Rhodan.
No Rio de Janeiro foi exibida como Um Ano no Pensionato.

## Trama
A menina Ilsa depois de passar um ano em um pensionato, volta para casa e encontra sérias mudanças.

## Elenco
| Ator/Atriz       | Personagem   |
| ---------------- | ------------ |
| Lourdinha Félix  | Ilsa         |
| Lolita Rodrigues | Ivana        |
| Geraldo Del Rey  | Carlos       |
| Lourdes Rocha    | Mafalda      |
| Henrique César   | Zé Estevão   |
| Yara Lins        | Maria        |
| Rui Luiz         | Geraldo      |
| Angela Diniz     | Diana        |
| Antônio Veloso   | Osmar        |
| Pedro Carlos     | Leonardo     |
| Dircinha Costa   | Maria Isaura |
| Dina Machado     |              |
| Mário Guimarães  |              |